# Lady Rotkopf
Lady Rotkopf (Originaltitel: The Golden Hawk) ist ein US-amerikanischer Abenteuerfilm aus dem Jahr 1952 von Sidney Salkow mit Rhonda Fleming und Sterling Hayden in den Hauptrollen. Der Film wurde von Esskay Pictures produziert und von Columbia Pictures in den Verleih gebracht. Das Drehbuch basiert auf dem Roman Pirat und Gentleman von Frank Yerby.

## Handlung
Das Karibische Meer im 17. Jahrhundert. Der französische Pirat Kapitän Gerardo, der Goldener Falke genannt wird, hat es besonders auf englische und spanische Schiffe abgesehen. Gerardo erfährt, dass sein Erzfeind, der spanische Kapitän del Toro mit seinem Schiff Garza in den Gewässern sein soll. Mit seiner schnellen Sea Flower greift Gerardo del Toro an. Während des Gefechts brechen auf der Garza mehrere gefangene Frauen aus, angeführt von der Piratin Rouge, die sich als holländische Adelige Lady Jane Van Corte ausgibt. Nur Rouge gelingt mit einem Sprung ins Wasser die Flucht. Sie schwimmt zur Sea Flower und gibt sich auch dort als Adelige aus. Sie weist die Avancen Gerardos ab, akzeptiert aber die von ihm angebotene Pistole zu ihrem Selbstschutz. Als sie in der Nacht erwacht und Gerardo sich über sie beugt, schießt sie ihn nieder und springt ins Wasser, um schwimmend eine nahe Insel zu erreichen. Der erste Maat Bernardo Díaz findet seinen bewusstlosen Kapitän und eine mit Rouge unterzeichnete Nachricht, in der steht, dass der Schuss aus Notwehr abgegeben wurde.
Nach Gerardos Genesung greift die Sea Flower wieder gegnerische Schiffe an. Dabei werden viele Frauen gefangen genommen, darunter auch die Verlobte von Gerardos Erzfeind del Toro, Blanca de Valdiva, die auf dem Weg zu ihrer Hochzeit nach Cartagena ist. Gerardo will del Toro mit Blanca als Geisel anlocken und sich für den Tod seiner Mutter an ihm rächen. Blanca bietet an, bei ihm zu bleiben, wenn er seine Jagd auf del Toro aufgibt, was Gerardo jedoch ablehnt und stattdessen del Toros Lösegeld von 10.000 Goldstück akzeptiert. Gerardo wartet auf der Insel Cul de Sac auf seinen Widersacher, der kurz darauf mit dem Gold erscheint. Gerardo klagt ihn des Mordes an seiner Mutter an, doch del Toro kann sich weder an Gerardos Mutter erinnern noch etwas über Kapitänin Rouge sagen, nach der sich Gerardo erkundigt. Gerardo nimmt das Gold, sein Schiff wird aber von drei spanischen Schiffen blockiert. In der Nacht lässt er ein mit Schießpulver beladenes Floß zu den Spaniern treiben. Es kommt zu einer Explosion, die eines der Schiffe zum Sinken bringt, die Sea Flower kann durch die entstandene Lücke entkommen. Die Begegnung mit einem mächtigen britischen Schiff zwingt Gerardo, sich den verfolgenden Spaniern zu ergeben. An Bord der Garza beschuldigt ihn del Toro der Piraterie und stellt den Kommandanten des britischen Schiffes, Kapitänin Rouge, vor. Rouge verlangt die Hälfte des Goldes, das del Toro wieder an sich genommen hat. Sie überzeugt den Spanier, Gerardo freizulassen, da er ihr das Leben gerettet hat.
In Santo Domingo erhält Gerardo den königlichen Auftrag, Cartagena zu zerstören. Er gibt zu bedenken, dass der britische Marinestützpunkt auf Jamaika einen Angriff unmöglich mache. Der französische Gesandte versichert, dass die französische Flotte helfen werde, sobald der Stützpunkt vernichtet sei. Als Belohnung stehe die Erhebung zum Herzog in Aussicht. Gerardo willigt ein und greift mit seinen Piraten Jamaika an. Plantagen britischer Besitzer werden geplündert und in Brand gesteckt. Zu seiner Überraschung begegnet Gerardo auf einer Plantage Rouge, die enthüllt, in Wahrheit Lady Jane Golphin zu sein, die den von Franzosen zerstörten Familienbesitz wieder aufbauen will. Gerardo bittet um Verzeihung und gesteht ihr seine Liebe, was Lady Jane in ihrer Trauer jedoch zurückweist. Zur gleichen Zeit ist in Cartagena der neue Gouverneur del Toro über seine frisch vermählten Ehefrau Blanca verärgert, die augenscheinlich ständig an Gerardo denkt. Der glaubt, dass er Blanca dazu bringen kann, ihm die Pläne der Festung zu beschaffen uns schleicht sich mit Bernardo in die Stadt. Als Blanca herausfindet, dass Gerardo in Rouge verliebt ist, lässt sie ihn festnehmen. Zu ihrem Unmut will der Toro Gerardo nicht bestrafen lassen. Er erklärt, dass Gerardo sein Sohn sei. Als Kind war Gerardo Zeuge eines Unfalls, bei dem seine Mutter ums Leben kam. Der Junge machte del Toro dafür verantwortlich. Deshalb will er jetzt Gerardo helfen.
Vor Gericht führt Janes Aussage, dass Gerardos Angriff auf Jamaika der französischen Flotte es möglich mache, Cartagena anzugreifen, zum Todesurteil. Nach der Verhandlung sucht Blanca Jane auf und überzeugt sie, dass Gerardo sie liebe. Verkleidet als Zimmermannsgehilfe verhilft Jane Gerardo und Bernardo zur Flucht. Die französische Flotte führt ihren Angriff aus und wird ihrerseits von del Toros Männern in der Festung unter Feuer genommen. Jane und Gerardo sprengen das Munitionslager der Spanier, was die Spanier zur Aufgabe zwingt. Del Toro ist verwundet und ist erfreut, von Gerardo als Vater akzeptiert zu werden, der von Blanca alles erfahren hat. An Bord der Sea Flower kommt Gerardo mit Jane zusammen.

## Hintergrund
Gedreht wurde der Film vom 17. September bis zum 4. Oktober 1951 u. a. im Botanischen Garten von Los Angeles.
Jean Louis war für das Kostümbild zuständig.

## Synchronisation
Für den Film entstanden zwei Synchronfassungen. Die Kinofassung wurde 1952 von der Aura Film Synchron GmbH in München unter der Dialogregie von Conrad von Molo nach einem Dialogbuch von Harald G. Petersson und Gisela Breiderhoff erstellt.
| Rolle                     | Schauspieler    | Deutscher Synchronsprecher |
| ------------------------- | --------------- | -------------------------- |
| Lady Jane/Kapitänin Rouge | Rhonda Fleming  | Eleonore Noelle            |
| Kapitän Gerardo           | Sterling Hayden | Peter Pasetti              |
| Kapitän del Toro          | John Sutton     | Wolfgang Eichberger        |

1992 entstand im Auftrag der Taunusfilm eine Synchronfassung für das Fernsehen. Die Dialogregie führte Hermann Ebeling.
| Rolle                     | Schauspieler    | Deutscher Synchronsprecher |
| ------------------------- | --------------- | -------------------------- |
| Lady Jane/Kapitänin Rouge | Rhonda Fleming  | Judy Winter                |
| Kapitän Gerardo           | Sterling Hayden | Dieter Memel               |
| Blanca de Valdiva         | Helena Carter   | Daniela Hoffmann           |
| Kapitän del Toro          | John Sutton     | Hans Teuscher              |
| Bernardo Díaz             | Michael Ansara  | Axel Lutter                |
| Barnaby Stoll             | Raymond Hatton  | Peter Neusser              |
| Ankläger                  | David Bond      | Hermann Ebeling            |
| Maria                     | Mary Munday     | Bettina Weiß               |
| Gouverneur Ducasse        | Albert Pollet   | Alexander Herzog           |
| Doña Elena                | Poppy del Vando | Eva-Maria Werth            |

Die Einleitung wurde von Christian Rode gesprochen.
Anmerkung: Die kursiv geschriebenen Namen sind Rollen und Darsteller, die nicht im Abspann erwähnt wurden.

## Veröffentlichung
Die Premiere des Films fand am 8. Oktober 1952 statt. In der Bundesrepublik Deutschland kam er am 17. Juli 1953 in die Kinos, in Österreich im November 1953 unter dem Titel Der goldene Falke. Im Fernsehen wurde er auch unter dem Titel Die Piratenlady ausgestrahlt.

## Kritiken
Der Filmkritiken-Aggregator Rotten Tomatoes hat in einer Auswertung ein Publikumsergebnis von 14 Prozent positiver Bewertungen ermittelt.
Das Lexikon des internationalen Films schrieb: „Ein wild-romantisches Seeabenteuer in prächtigen Technicolor-Farben.“
Bosley Crowther von der The New York Times bescheinigte den Darstellern, dass sie ihr Bestes tun, um etwas aus dieser filmischen Ohrfeige von Frank Yerbys Geschichte zu machen. Das Produkt sei jedoch weitläufig und konfus.
Der Kritiker des TV Guide sah einen typischen Mantel-und-Degenfilm, dessen feine Actionsequenzen die steife Regie überdecken.